# 진주조개
진주조개(珍珠－)는 진주조개과에 속하는 이매패류의 일종이다. 껍데기는 부채꼴이며 표면에는 흑갈색의 얇은 껍데기 성분의 조각들이 여러 층으로 중첩되어 있고 주변에는 희미한 비늘 모양의 돌기에 검은색 띠가 가로로 여러 줄 나 있다. 껍데기 안쪽은 아름다운 진주 광택이 난다. 껍데기 앞뒤 양끝에 귀 모양의 돌출부가 있으며 여기서 족사를 내어 바위에 붙는다. 깨끗하고 물결이 잔잔한 내만에서 수심 20m 되는 곳에 산다. 아름다운 진주를 생성한다. 인도, 태평양 연안에 서식하며, 한국에는 남해안과 제주도에 분포한다. 요즘은 양식이 많이 이루어지고 있다.